# 圣埃尔默
《圣埃尔默》（英語：St. Elmo）是一部1914年的美国无声剧情片，由巴尔博亚娱乐制片公司制作，威廉·福克斯创办的票房景点公司发行，是根据奥古斯塔·简·埃文斯同名小说改编的第一部电影长片。电影剧情围绕同名男主角（威廉·乔西饰）展开，他为心爱的女子（马德琳·帕迪饰）杀死了堂兄（弗朗西斯·麦克唐纳饰）后四处流浪，最终找到了救赎，并与另一女子（吉普赛·雅培饰）相爱。电影的导演人选存在争议，多份来源认为这是伯特伦·布莱肯的作品，但也有部分来源认为本片是·戈登·爱德华兹的导演处女作。
部分评论家称赞片中的风景和总体制作品质，认为本片与原著小说的舞台改编作品相比有所进步。但也有评论员批评片中风景对剧情发展无关紧要，整个故事也非常混乱。虽然所获评价褒贬不一，但《圣埃尔默》还是在商业上获得成功，据称还创下了票房纪录。次年，埃文斯另一部小说《比尤拉》改编的同名电影上映，小说与《圣埃尔默》没有关联，但电影却是作为《圣埃尔默》的续集来宣传。如今，《圣埃尔默》很可能像巴尔博亚公司的大部分电影作品一样已经佚失。

## 剧情
默里·哈蒙德是圣埃尔默·默里的堂兄，也是他最好的朋友。两人都爱上一位名叫艾格尼丝·亨特的年轻女子。亨特心中爱着哈蒙德，但却因对方太穷而不愿嫁給他，而是接受了生活富足的默里求婚。默里的母亲举办舞会庆祝两个年轻人订婚。订婚公开宣布后亨特和哈蒙德在花园幽会。圣埃尔默发现两人的私情，于是挑战哈蒙德要求决斗，并且只用一枪就打死了堂兄。杀了人的默里落入恶魔的掌控，他变得残忍而四处流浪，给所经之地带去苦难和不幸。
20年后，一位名叫埃德娜·厄尔的无邪少女乘火车外出，她的父亲是村里的铁匠，于前不久去世，所以她希望能在棉纺厂找份工作。火车突然出轨，厄尔幸得默里所救才没有被燃烧的火车残骸吞噬。从此以后，默里走上自我救赎的道路，他和厄尔也逐渐心系彼此。默里起初打算流亡到遥远的国度，但他突然感受到上帝的意旨，决定开始帮助穷人。最终默里摆脱恶魔的掌控，成为牧师并与厄尔成婚。

## 演员
- 威廉·乔西（William Jossey）饰圣埃尔默·默里（St. Elmo Murray）
- 莫丽·麦康奈尔（Mollie McConnell）饰默里夫人
- 马德琳·帕迪（Madeline Pardee）饰艾格尼丝·亨特（Agnes Hunt）
- 弗朗西斯·麦克唐纳（Francis McDonald）饰默里·哈蒙德（Murray Hammond）
- 吉普赛·雅培（Gypsy Abbott）饰埃德娜厄尔（Edna Earle）
- 亨利·斯坦利（Henry Stanley）饰帕森哈蒙德（Parson Hammond）
- 理查德·约翰逊（Richard Johnson，在演员表上名为）饰格雷迪先生（Mr. Grady）
- 格斯·伦纳德（Gus Leonard，在演员表上名为）饰加布（Gabe）
- 尤拉里·詹森（Eulalie Jensen，在演员表上名为）饰夏甲（Hagar）
- 弗雷德·惠特曼（Fred Whitman）饰登特（Dent）
- 弗兰克·厄兰格（Frank Erlanger）饰克林顿（Clinton）[4]:251

## 制作

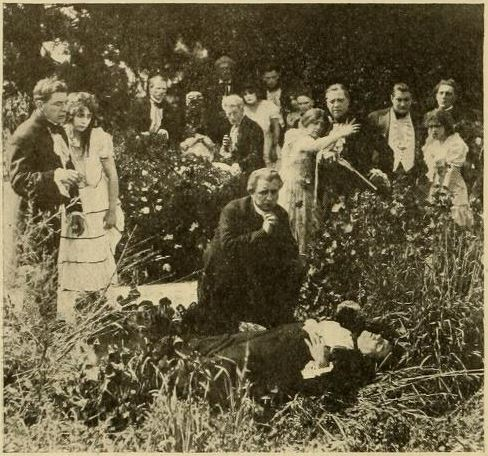
圣埃尔默（乔西）在决斗中杀死了堂兄，他人在四周围观。影片在芝加哥放映时，这段镜头受到审查。

奥古斯塔·简·埃文斯（Augusta Jane Evans）于1866年出版的《圣埃尔默》（St. Elmo）是19世纪最畅销的小说之一，其销量起初仅次于《汤姆叔叔的小屋》，之后再被《宾虚：基督故事》（Ben-Hur: A Tale of the Christ）超越:129。小说的成功还带来广泛的文化影响，许多消费产品、酒店、汽船、火车车厢，甚至多个小镇都是以书名命，还有许多人用书中人物为孩子起名:128–129。虽然有相当多的人表示有意把小说改编成戏剧作品，但埃文斯担心小说的主题在舞台上的呈现可能会存在扭曲，所以直到1909年才首次批准《圣埃尔默》的剧本。埃文斯于这年下半年去世后，小说的另外多个版本舞台剧作迅速面世，其中许多都取得了商业成功。:142–143此后不久，这个故事便被搬上银幕。1910年，《圣埃尔默》成为比豪泽公司制作的第2部电影，维塔格拉夫制片厂制作的版本也在同年面世，两者均为单卷短片。
1914年，正在巴尔博亚娱乐制片公司工作的威廉·乔西编写出《圣埃尔默》的第一部电影长片改编剧本。电影拍摄在巴尔博亚公司的所在地，加利福尼亚州长滩展开。制片公司所在地的街道对面当时正有教堂在建，工作人员拍摄了一段镜头，将之用于表现片中圣埃尔默建造教堂的情节。与电影同时代的多位作家记载本片的导演是伯特伦·布莱肯（Bertram Bracken），包括美国电影学会在内的部分现代来源也持同样看法。但也有部分来源认为《圣埃尔默》是·戈登·爱德华兹（J. Gordon Edwards）的导演处女作。两人之后都作为导演在福克斯影业工作了很长时间:14。
巴尔博亚公司在为影片宣传时强调其制作价值和艺术性，电影海报上宣称片中有“194个绚烂的镜头”。但巴尔博亚并不是电影发行公司:13，所以他们于1914年5月同威廉·福克斯（William Fox）的票房景点公司取得联系，请福克斯发行巴尔博亚制作的所有电影，其中第一部便是《圣埃尔默》。所有影片的胶片拷贝可以在福克斯旗下的电影院放映，也可以通过所谓的州权发行系统转租给其他影院业主。1915年2月1日，威廉·福克斯注册成立福克斯影业，票房景点公司的资产也转入新公司名下:19。票房景点的部分影片继续由福克斯影业发行，《圣埃尔默》便是其中一部，该片在部分地区一直放映到了1916年。

## 反响和影响

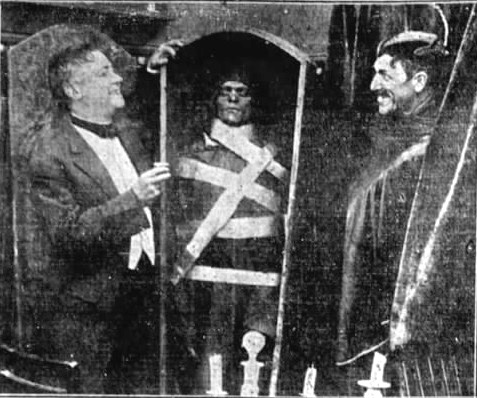
圣埃尔默与魔鬼共饮，中间的棺材里放着哈蒙德的尸体。影片在芝加哥上映时，这一镜头也遭到审查。

电影上映同期所获评价褒贬不一。·丹森·米歇尔在《电影新闻》（Motion Picture News）撰文称赞本片比小说的改编舞台剧作更为出色，并特别赞扬了片中的摄影表现。《电影世界》（Moving Picture World）的汉福德·贾德森（Hanford Judson）也对电影有较好的的总体评价，他认为片中虽然有少数镜头略显“做作”，但本片的制作品质以及剧情的吸引力足以弥补这些缺陷。不过，《电影画报》（Movie Pictorial）的凡德海登·法尔斯（Vanderheyden Fyles）认为片中长滩等地的风景镜头对剧情无关紧要，而且这个经过改编的故事也“混乱得（让人）莫名其妙”。《综艺》上刊登的一篇评论将本片批评得体无全肤，称电影毁掉了原著小说，很可能会让制片商血本无归。芝加哥审查委员会认为片中部分镜头令人反感，因此要求电影在该市上映时要去除这些内容，其中包括哈蒙德和默里的决斗，以及默里的尸首。
虽然评价褒贬不一，但《圣埃尔默》获得了商业上的成功:204，据《电影演员周刊》（The Photoplayers' Weekly）报道，影片创下了新的票房纪录。次年，伯特伦·布莱肯为巴尔博亚公司制作了另一部根据奥古斯塔·简·埃文斯同名小说改编的电影《比尤拉》，该片无论是在原著小说还是剧情上都和《圣埃尔默》没有直接关联:56, 125，但在市场宣传中还是自称为《圣埃尔默》的续集:204。1923年，福克斯影业再次将小说《圣埃尔默》搬上银幕，并且片名也没有改，该片同样获得了成功:144。
如今，巴尔博亚娱乐制片公司制作的电影中有约90%已经佚失，1914年的《圣埃尔默》很可能也不例外。从美国国会图书馆的记载来看，本片已经没有任何现存副本。